# Корякин, Александр Сергеевич
Александр Сергеевич Корякин (21 августа 1954, Никель — 19 января 2014, Кандалакша) — российский орнитолог, кандидат биологических наук.

## Биография
Родился и пошел в школу в городе Никель Мурманской области. В 1969 г. поступил в специализированную физико-математическую школу-интернат при Ленинградском университете, где проучился два года. В 1970 г. принял участие в юннатской экспедиции Е. А. Нинбурга в Кандалакшский заповедник. И после окончания биологического факультета университета в 1976 г. работа, жизнь связаны с Кандалакшей, Кандалакшским заповедником. С 1986 г. кандидат биологических наук. С 1986 кандидат наук. Изучал поведение и экологию морских птиц, в том числе обыкновенной гаги. Является автором более 200 научных работ. Был одним из редакторов «Красной книги Мурманской области». Совместно с Д. В. Соловьевой учёный подготовил библиографический указатель «Гаги СССР и России», обобщил результаты многолетнего мониторинга морских птиц в Кандалакшском заливе.

### Семья
Жена — энтомолог и орнитолог Кандалакшского заповедника. Имел двоих детей.

## Память
В 2018 году в честь Корякина был назван недавно открытый вид тлей Dysaphis karyakini.

## Публикации
- Корякин А. С. Мониторинг морских птиц в Кандалакшском заливе Белого моря (1967—2010 гг.) // Зоологический журнал : Журнал. — 2012. — Т. 91, № 7. — С. 800—808. — ISSN 0044-5134.
- Вислобоков Н. А., Соколов Д.Д., Корякин А.С. Морфогенез цветка Empetrum hermaphroditum (Ericaceae) // Ботанический журнал : Журнал. — 2012. — Т. 97, № 4. — С. 475a—486. — ISSN 0006-8136.